# Charles Simmons (ginnasta)
Charles Simmons (Islington, 24 dicembre 1885 – Cricklewood, 15 febbraio 1945) è stato un ginnasta britannico.
È il padre dell'attrice Jean Simmons.

## Palmarès

### Olimpiadi
- 1 medaglia:
  - 1 bronzo (Stoccolma 1912 nel concorso a squadre)